# Hypomyces polyporinus
Hypomyces polyporinus är en svampart som beskrevs av Peck 1874. Hypomyces polyporinus ingår i släktet Hypomyces och familjen Hypocreaceae.  Arten är reproducerande i Sverige. Inga underarter finns listade i Catalogue of Life.